# Listă de limbi oficiale
Aceasta este o listă a limbilor oficiale sortate alfabetic.

## Limbile oficiale ale țărilor suverane

### A
Abazină
- Rusia
  - Karaciai-Cerchezia

Abhază
- Georgia
  - Abhazia

Adighee
- Rusia
  - Adâgheia

Afrikaans
- Africa de Sud

Albaneză
- Albania
- Kosovo

Altai
- Rusia
  - Republica Altai

Amharică
- Etiopia

Arabă
- Algeria
- Arabia Saudită
- Bahrain
- Ciad
- Comore
- Djibouti
- Egipt
- Emiratele Arabe Unite
- Eritreea
- Iordania
- Irak
- Israel
- Kuweit
- Liban
- Libia
- Maroc
- Mauritania
- Oman
- Palestina
- Qatar
- Sahara Occidentală
- Siria
- Somalia
- Sudan
- Tanzania
  - Zanzibar
- Tunisia
- Yemen

Armeană
- Armenia
- Azerbaidjan
  - Arțah

Avară
- Rusia
  - Daghestan

Azeră
- Azerbaidjan
- Rusia
  - Daghestan

### B
Bască
- Spania
  - Navarra
  - Țara Bascilor

Bașchiră
- Rusia
  - Bașchiria

Bielorusă
- Belarus
- 5 municipalități în Polonia

Bosniacă
- Bosnia și Herțegovina

Bulgară
- Bulgaria

### C
Catalană
- Andorra
- Spania
  - Catalonia
  - Comunitatea Valenciană
  - Insulele Baleare

Cehă
- Cehia

Chewa
- Malawi
- Zimbabwe

Ciuvașă
- Rusia
  - Ciuvașia

Comoriană
- Comore

Croată
- Bosnia și Herțegovina
- Croația
- Serbia
  - Voivodina

### D
Daneză
- Danemarca
- Germania
  - Schleswig-Holstein

### E
Ebraică
- Israel

Engleză
- Africa de Sud
- Antigua și Barbuda
- Australia
- Bahamas
- Barbados
- Belize
- Botswana
- Burundi
- Camerun
- Canada
- Dominica
- Fiji
- Filipine
- Gambia
- Ghana
- Grenada
- Guyana
- India
- Insulele Cook
- Insulele Marshall
- Insulele Solomon
- Irlanda
- Jamaica
- Kenya
- Kiribati
- Lesotho
- Liberia
- Malawi
- Malta
- Marea Britanie
- Mauritius
- Namibia
- Nauru
- Nigeria
- Niue
- Noua Zeelandă
- Pakistan
- Palau
- Papua Noua Guinee
- Rwanda
- Samoa
- Seychelles
- Sfânta Lucia
- Sfântul Cristofor și Nevis
- Sfântul Vicențiu și Grenadinele
- Sierra Leone
- Singapore
- Statele Federate ale Microneziei
- Statele Unite
- Sudan
- Sudanul de Sud
- Swaziland
- Tanzania
- Tonga
- Trinidad și Tobago
- Tuvalu
- Uganda
- Vanuatu
- Zambia
- Zimbabwe

Estonă
- Estonia

### F
Feroeză
- Danemarca
  - Insulele Feroe

Finlandeză
- Finlanda

Franceză
- Belgia
- Benin
- Burkina Faso
- Burundi
- Camerun
- Canada
- Ciad
- Coasta de Fildeș
- Comore
- Djibouti
- Elveția
- Franța și teritoriile de peste mări ale Franței
- Gabon
- Guineea
- Guineea Ecuatorială
- Haiti
- Italia
  - Valle d'Aosta
- Luxemburg
- Madagascar
- Mali
- Marea Britanie
  - Jersey
- Monaco
- Niger
- Republica Centrafricană
- Republica Congo
- Republica Democrată Congo
- Rwanda
- Senegal
- Seychelles
- Statele Unite
  - Louisiana
- Togo
- Vanuatu

Francoprovensală
- Italia
  - Valle d'Aosta

Frizonă de nord
- Germania
  - Helgoland
  - Nordfriesland

Frizonă de vest
- Olanda
  - Provincia Frizia

### G
Galiciană
- Spania
  - Galicia

Găgăuză
- Republica Moldova
  - Găgăuzia

Germană
- Austria
- Belgia
- 9 municipalități în Brazilia
- Elveția
- Germania
- Italia
  - Tirolul de Sud
- Liechtenstein
- Luxemburg
- 31 de comune în Polonia

Greacă
- Cipru
- Grecia

Gruzină
- Georgia

Gujarati
- India
  - Dadra și Nagar Haveli
  - Daman și Diu
  - Gujarat

### H
Hakasă
- Rusia
  - Hakasia

Hausa
- Niger
- Nigeria

Hindi
- India

### I
Iakută
- Rusia
  - Iacutia

Islandeză
- Islanda

Italiană
- Croația
  - Cantonul Istria
- Elveția
- Italia
- San Marino
- Slovenia
  - Istria Slovenă
- Vatican

### K
Kabardino-cercheză
- Rusia
  - Kabardino-Balkaria
  - Karaciai-Cerchezia

Kalanga
- Zimbabwe

Kalmâcă
- Rusia
  - Kalmâkia

Karaciai-balkară
- Rusia
  - Kabardino-Balkaria
  - Karaciai-Cerchezia

Karakalpak
- Uzbekistan
  - Karakalpakstan

Kazahă
- China
  - Prefectura Autonomă Kazahă Ili
- Kazahstan
- Rusia
  - Republica Altai

Kinyarwanda
- Rwanda

Kirghiză
- China
  - Prefectura Autonomă Kirghiză Kizilsu
- Kirghizstan

Kirundi
- Burundi

Kreol
- Seychelles

Kumică
- Rusia
  - Daghestan

### L
Letonă
- Letonia

Lituaniană
- Lituania

Luxemburgheză
- Luxemburg

### M
Macedoneană
- Macedonia

Maghiară
- Serbia
  - Voivodina
- 3 municipalități în Slovenia
- Ungaria

Malaieză
- Brunei
- Indonezia (ca indoneziană)
- Malaezia (ca Bahasa Malaysia)
- Singapore

Malgașă
- Madagascar

Malteză
- Malta

Muntenegreană
- Muntenegru

### N
Nambya
- Zimbabwe

Ndau
- Zimbabwe

Ndebele de nord
- Zimbabwe

Ndebele de sud
- Africa de Sud

Neerlandeză
- Belgia
- Olanda
- Surinam

Nogai
- Rusia
  - Daghestan
  - Karaciai-Cerchezia

Norvegiană
- Norvegia

### O
Occitană
- Spania
  - Catalonia

### P
Poloneză
- Polonia

Portugheză
- Angola
- Brazilia
- Capul Verde
- China
  - Macao
- Guineea-Bissau
- Guineea Ecuatorială
- Mozambic
- Portugalia
- São Tomé și Príncipe
- Timorul de Est

### R
Retoromană
- Elveția

Română
- Republica Moldova
- România
- Serbia
  - Voivodina

Rusă
- Belarus
- Kazahstan
- Kirghizstan
- Norvegia
  - Svalbard
- Republica Moldova
  - Găgăuzia
  - Transnistria
- Rusia
- Tadjikistan
- Turkmenistan
- Uzbekistan

Ruteană
- Serbia
  - Voivodina

### S
Sami
- 4 municipalități în Finlanda
- 9 municipalități în Norvegia

Sango
- Republica Centrafricană

Sârbă
- Bosnia și Herțegovina
- Kosovo
- Serbia

Sena
- Zimbabwe (ca chibarwe)

Shona
- Zimbabwe

Slovacă
- Serbia
  - Voivodina
- Slovacia

Slovenă
- Slovenia

Somaleză
- Somalia

Sotho de nord
- Africa de Sud

Sotho de sud
- Africa de Sud
- Lesotho
- Zimbabwe

Spaniolă
- Argentina
- Bolivia
- Chile
- Columbia
- Costa Rica
- Cuba
- Ecuador
- El Salvador
- Guatemala
- Guineea Ecuatorială
- Honduras
- Mexic
- Nicaragua
- Panama
- Paraguay
- Peru
- Republica Dominicană
- Spania
- Statele Unite
  - Puerto Rico
- Uruguay
- Venezuela

Suedeză
- Finlanda
- Suedia

Swahili
- Kenya
- Republica Democrată Congo
- Rwanda
- Tanzania
- Uganda

Swazi
- Africa de Sud
- Swaziland

### T
Tamilă
- India
  - Insulele Andaman și Nicobar
  - Puducherry
  - Tamil Nadu
- Singapore
- Sri Lanka

Tătară
- Rusia
  - Tatarstan

Tătară crimeeană
- Rusia
  - Republica Crimeea

Telugu
- India
  - Andhra Pradesh
  - Telangana
  - Yanam

Tigrinya
- Eritreea
- Etiopia

Tonga
- Zimbabwe

Tshwa
- Zimbabwe (ca koisan)

Tsonga
- Africa de Sud
- Zimbabwe (ca shangani)

Tswana
- Africa de Sud
- Botswana
- Zimbabwe

Turcă
- Cipru
- Turcia

Tuvană
- Rusia
  - Tuva

### U
Ucraineană
- Republica Moldova
  - Transnistria
- Ucraina

Uigură
- China
  - Regiunea Autonomă Uigură Xinjiang

Urdu
- India
  - Oficială în Jammu și Cașmir și Telangana
  - Co-oficială în Bengalul de Vest, Bihar, Delhi, Jharkhand și Uttar Pradesh
- Pakistan

Uzbecă
- Provinciile nordice ale Afganistanului
- Uzbekistan

### V
Venda
- Africa de Sud
- Zimbabwe

### X
Xhosa
- Africa de Sud
- Zimbabwe

### Y
Yoruba
- Nigeria

### Z
Zulu
- Africa de Sud